# Ich will Europa
Ich will Europa ist eine auf positives Denken und auf eine proeuropäische Einstellung zielende Social-Marketing-Kampagne zwischen August 2012 und Februar 2013. Sie wurde im Rahmen der Initiative Engagierte Europäer von weiteren Stiftungen ins Leben gerufen, unter Einbeziehung von mehreren Medienunternehmen. Träger der Kampagne sind die Unternehmerstiftungen Stiftung Mercator und Robert Bosch Stiftung.

## Inhalt und Methode
Die Initiative lancierte im August 2012 eine Medienkampagne, die mit emotionalen Statements ein positives Bekenntnis zu Europa abgeben soll und an der sich deutsche Prominente sowie große deutsche Medienhäuser (und deren Ableger) beteiligten. Die Laufzeit der Kampagne lag bei 3,5 Monaten. Thematisch wird auf Errungenschaften wie Reisefreiheit, Frieden, Freiheit, Bildung, Respekt, kulturelle Vielfalt etc. zurückgegriffen. Ziel war es, vor allem über das Internet eine Diskussion anzuregen. Schirmherr ist der Bundespräsident Joachim Gauck; seine Grundsatzrede zu Europa am 22. Februar 2013, zu der auch einige Kampagnen-Botschafter geladen waren, markierte den Abschluss der Kampagne.

## Initiatoren und Träger der Kampagne
Träger der Stiftung ist die größte deutsche Stiftung Robert Bosch Stiftung und die Stiftung Mercator. Sie bilden unternehmensverbundene Stiftungen mit Verbindungen zur Robert Bosch GmbH und zur Unternehmerfamilie Schmidt-Ruthenbeck. Initiiert wurde die Kampagne unter dem Titel „Engagierte Europäer“ von einem um diese Stiftungen erweiterten Kreis, der seinerseits unternehmensverbunden ist: Allianz Kulturstiftung, Bertelsmann Stiftung, BMW Stiftung Herbert Quandt, Hertie-Stiftung, außerdem von der privaten Schering Stiftung sowie von weiteren privaten Stiftungen, die von der Robert Bosch Stiftung und der Mercator Stiftung gefördert werden: Schwarzkopf-Stiftung Junges Europa, Stiftung Zukunft Berlin. Die ebenfalls von der Robert Bosch Stiftung geförderte Stiftung Genshagen ist die einzige öffentlich-rechtliche Stiftung. Stifter sind hier das Land Brandenburg und die Bundesregierung.
Unabhängige Vereine gehören nicht zu den Initiatoren bzw. Trägern. Die Europa-Union Deutschland unterstützt die Kampagne aber nachträglich.
Ideen-, Projekt- und Umsetzungspartner der Kampagne ist die Berliner Agentur Blumberry.

## Medienpartner
Fernsehsendergruppen RTL Television und ProSiebenSat.1 Media sowie die Verlage Axel Springer, Gruner + Jahr, Verlagsgruppe Handelsblatt, Frankfurter Allgemeine Zeitung, Süddeutscher Verlag, Spiegel-Verlag, WAZ-Mediengruppe und Zeit Verlag sowie Google. Die öffentlich-rechtlichen Rundfunkanstalten haben hingegen eine Teilnahme abgelehnt.

## Kritik
Die Initiative wird lediglich von steuerlich geförderten Unternehmensstiftungen finanziell getragen, unter Mithilfe von großen Medienhäusern. Dennoch warf der ehemalige Bundesaußenminister Joschka Fischer seinem amtierenden Nachfolger Guido Westerwelle eine Vereinnahmung der Kampagne vor, obwohl das Auswärtige Amt schon längerfristig eine Zusammenarbeit mit Initiativen plante. Kritisiert wird auch die mangelhafte Wirkung in sozialen Medien. Auch wird eine Oberflächlichkeit in den inhaltlichen Aussagen beklagt, die bei einer durch die Eurokrise verunsicherten deutschen Bevölkerung kontraproduktiv wirken könnte.